# Велика (Архангельська область)
Велика (рос. Большая) — присілок в Красноборському районі Архангельської області Російської Федерації.
Населення становить 416 осіб. Входить до складу муніципального утворення Пермогорське сільське поселення.

## Історія
Від 2004 року входить до складу муніципального утворення Пермогорське сільське поселення.

## Населення
| 2010 |
| ---- |
| 416  |